# Wohnanlage Spar- und Bauverein Lehe

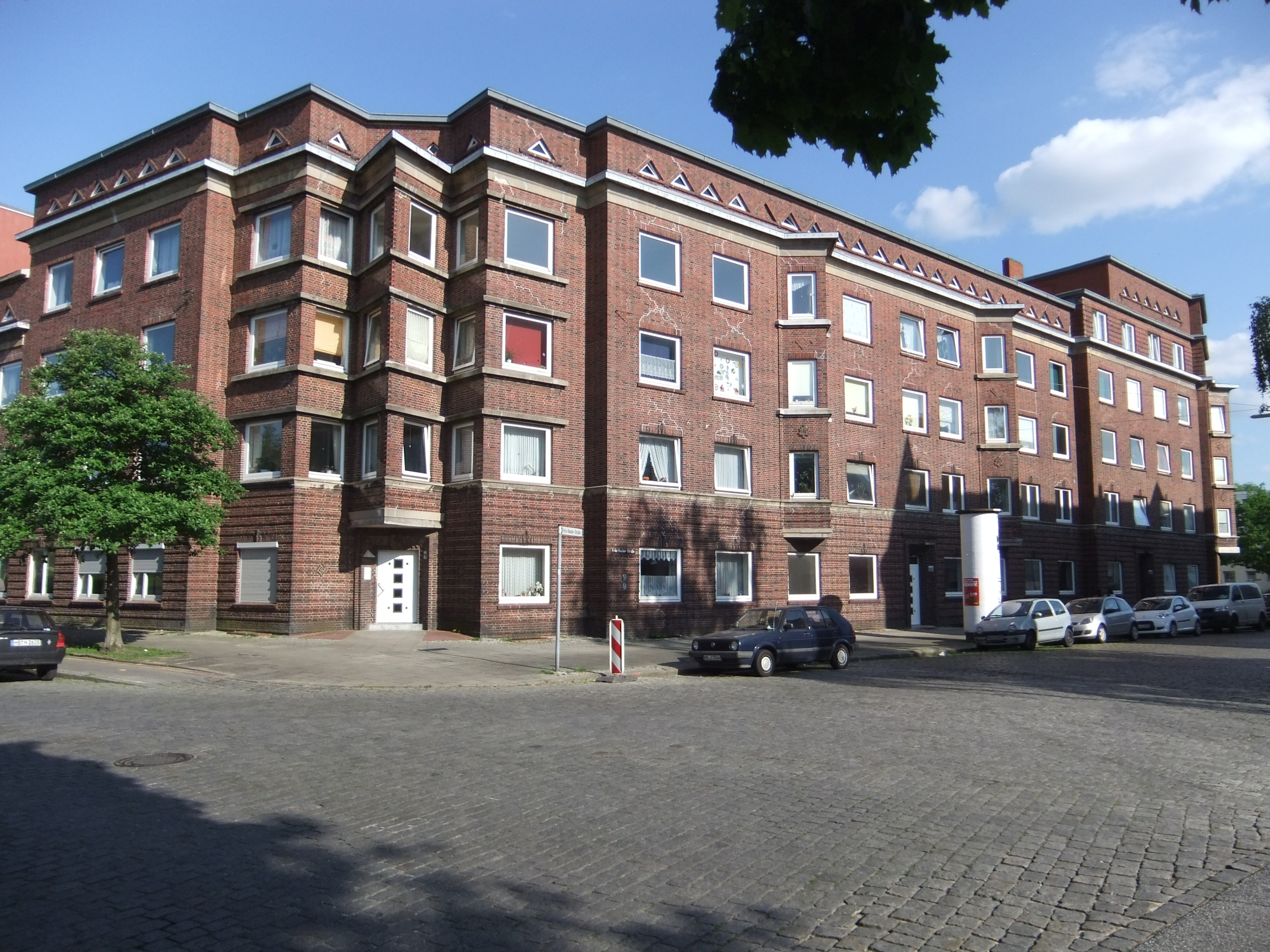
Wohnanlage, Fritz-Reuterstraße 42

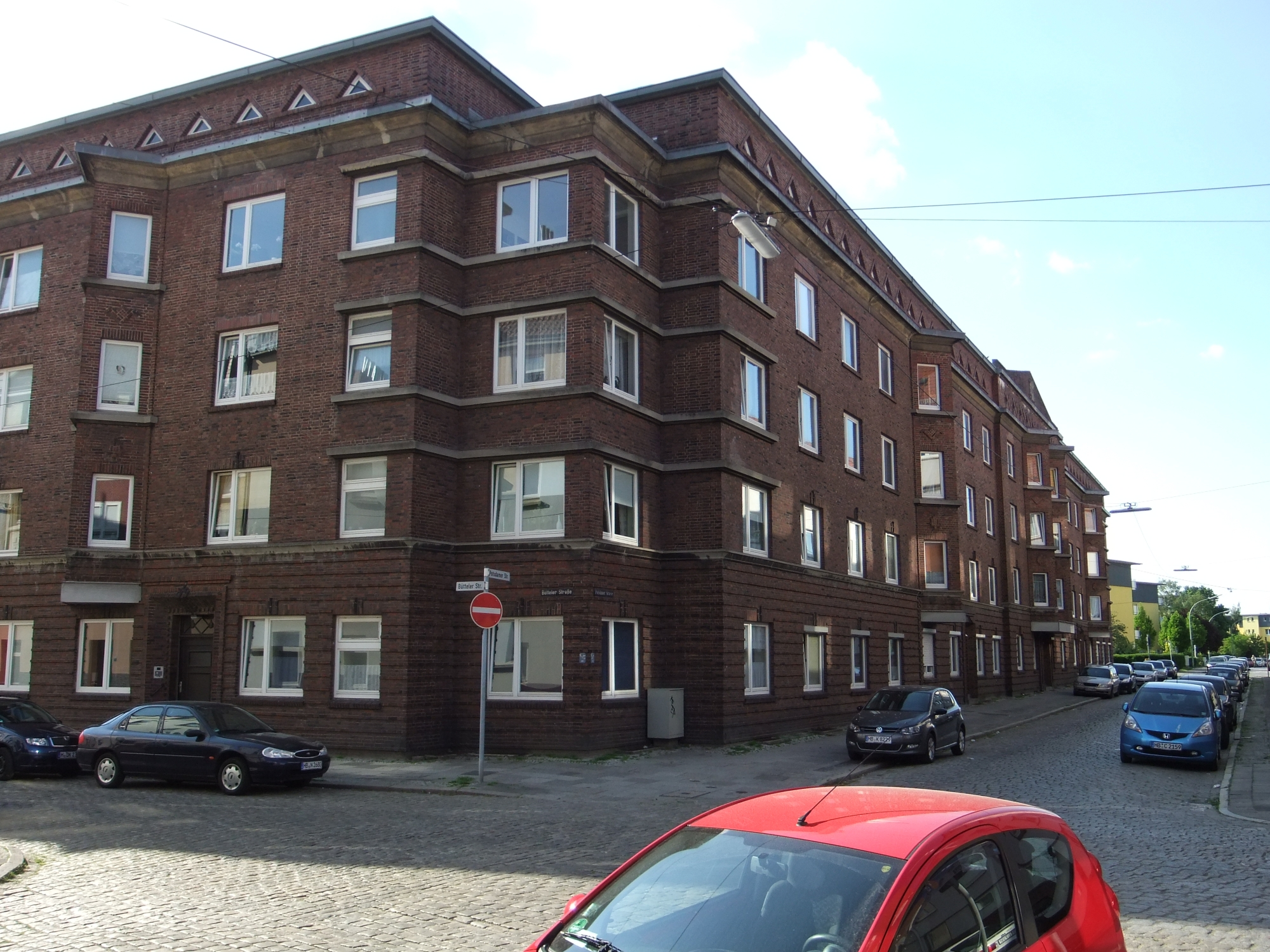
Wohnanlage, Fritz-Reuterstraße Ecke Bütteler Straße

Die Wohnanlage Spar- und Bauverein Lehe in Bremerhaven - Lehe, Fritz-Reuter-Straße 42–52, Bütteler Straße 24–30, Batteriestraße 49–55 und Potsdamer Straße 57–61 entstand von 1927 bis 1929 für den  Spar- und Bauverein Lehe.
Die Gebäude stehen seit 2009 unter Bremer Denkmalschutz.

## Geschichte
Nach dem Ersten Weltkrieg entstanden in Lehe Mietwohnungen überwiegend in der Trägerschaft gemeinnütziger Bauvereine und Genossenschaften. Der gemeinnützige Spar- und Bauvereins Lehe (heute Wohnungsgenossenschaft Bremerhaven eG.) wurde schon 1906 gegründet, baute jedoch seine größeren Wohnanlagen nach 1918 mit den Einlagen ihrer Mitglieder und der staatlichen Förderung durch Zinsermäßigungen.

Diese Wohnanlage entstand von 1927 bis 1930 nach Plänen von Ernst Cappelmann. Das Baugebiet befand sich am nord/westlichen Rand des Stadtteils Lehe, in der seit 1924 bestehenden Stadt Wesermünde. Die viergeschossige Blockrandbebauung mit ein bis zwei Staffelgeschossen, mit Flachdächern und verschiedenen Durchfahrten bestand aus 122 Wohnungen (zumeist mit 2- und 3-Zimmern) und gehörte damals zu den größten Wohnungsbauvorhaben in Lehe. Die ornamentalen Straßenfassaden im Stil eines Backsteinexpressionismus sind geprägt durch die rotbunten Klinker und die Erker mit den dreieckigen spitzen Vorsprüngen, besonders markant an den Gebäudeecken. Auffällig das Mittelrisalit am Eingang an der Potsdamer Straße mit der Jahreszahl 1930 im Giebeldreieck. Die Innenhoffassaden sind verputzt.   
Das eingeschossige Waschhaus im Hof wurde 1929 gebaut. Das fünfgeschossige verputzte Gebäude Batteriestraße 51/53 mit 20 Wohnungen entstand erst 1967 nach Plänen von Fr. Fries, nachdem dort zwei Giebelhäuser abgerissen wurden. Im Innenhof wurden später Garagen gebaut.
Der Architekt Cappelmann plante 1909 auch das denkmalgeschützte Wohnhaus Hafenstraße 199, jedoch noch im traditionellen Stil des Neobarocks.

Im ähnlichen Stil wurde in der Nähe von 1927 bis 1931 die Wohnhausgruppe Bürgermeister-Smidt-Straße 173 im Stadtteil Mitte und die Wohnanlage Werkblock im Leher Ortsteil Twischkamp gebaut.